# 1 złoty polski (1827–1834)
1 złoty polski (1827–1834) – moneta jednozłotowa Królestwa Kongresowego okresu autonomii, wprowadzona jako następczyni złotówki bitej w latach 1822–1825, po śmierci cara Aleksandra I za panowania Mikołaja I. Była bita w srebrze, w latach 1827–1834, według systemu monetarnego opartego na grzywnie kolońskiej. Wycofano ją z obiegu 1 maja 1847 r.
Moneta została wybita z otokiem, podobnie jak niektóre inne nominały Królestwa Polskiego okresu autonomii emitowane po 1819–, albo po 1820 r.

## Awers
Na tej stronie umieszczono prawe popiersie cara Aleksandra I, otokowo napis:

ALEXANDER I CES• ROS•WSKRZESICIEL KRÓL•POLS•1815*

Dookoła znajduje się wypukły otok.

## Rewers
Na tej stronie umieszczono w wieńcu nominał „1", pod nim napis „ZŁO•POL•” poniżej rok 1827, 1828, 1829, 1830, 1831, 1832, 1833 lub 1834, na dole znak intendenta mennicy w Warszawie –
- I.B. (Jakuba Benika 1827),
- F.H. (Fryderyka Hungera 1828–1830),
- K.G. (Karola Gronaua 1831–1833) lub
- I.P. (Jerzego Puscha 1834).

Całość otoczona napisem:

MIKOŁAY I.CES•WSZ•ROSSYI KRÓL POLSKI PANUJĄCY*

Dookoła znajduje się wypukły otok.

## Opis
Monetę bito w mennicy w Warszawie, w srebrze próby 593, na krążku o średnicy 22 mm, masie 4,54 grama, z rantem ząbkowanym, z otokiem. Według sprawozdań mennicy w latach 1827–1834 w obieg wypuszczono 2 290 496 sztuk.
Stopień rzadkości poszczególnych roczników przedstawiono w tabeli:
| Rocznik             | Stopień rzadkości | Szacowana liczba egzemplarzy | Uwagi                                                                               | Zdjęcie |
| ------------------- | ----------------- | ---------------------------- | ----------------------------------------------------------------------------------- | ------- |
| 1 złoty polski 1827 | R1                | 15 001–80 000                | duża głowa cara                                                                     |         |
| 1 złoty polski 1828 | R1                | 15 001–80 000                | duża głowa cara                                                                     |         |
| 1 złoty polski 1829 | R1                | 15 001–80 000                | duża głowa cara                                                                     |         |
| 1 złoty polski 1830 | R                 | 80 001–400 000               | mała głowa cara                                                                     |         |
| 1 złoty polski 1831 | R1                | 15 001–80 000                | istnieje odmiana z dużą i małą głową cara (R4)                                      |         |
| 1 złoty polski 1832 | R                 | 80 001–400 000               | istnieje odmiana z małą i dużą głową cara (R1)                                      |         |
| 1 złoty polski 1833 | R3                | 601-3000                     | mała głowa cara, istnieje odmiana z odwróconą literą S napisu otokowego na rewersie |         |
| 1 złoty polski 1834 | R1                | 15 001–80 000                | mała głowa cara                                                                     |         |

Moneta była bita w latach panowania Mikołaja I, więc w numizmatyce rosyjskiej zaliczana jest do kategorii monet tego cara.